# Игуманија Параскева (Драпшин)
Параскева Драпшин (Турија код Србобрана, 20. март 1938) монахиња је Српске православне цркве и игуманија Манастира Јазак.

## Биографија
Игуманија Параскева (Драпшин), рођена је 20. марта 1938. године у селу Турији код Србобрана, од побожних и честитих родитеља. Њен стриц је генерал Петар Драпшин, а деда јој је био солунски борац. Основно образовање стекла је у своме родноме месту и Србобрану.
Благословом епископа сремскога господина Никанора Иличића, 1953. године са својих 15 година живота долази у запустијели Манастир Јазак на Фрушкој гори. Није прошло доста времена и њена мајка игуманија Ангелина јој се придружује у монашком животу. Више од десет година су њих две, са још неколико монахиња, живеле без струје и воде у практично нехуманим условима.
Након пет година искушеништва замонашена у Јазку је 4. фебруара 1958. године, од стране епископа хвостанског господина Варнаве Настића, добивши монашко име Параскева.
Након упокојења игуманије Ангелине Драпшин 20. новембра 1990. године а одлуком епископа сремскога господина Василија Вадића, постављена је за игуманију ову свете обитељи где успешно руководи сестринством 33. године.
Заслугом игуманије Параскеве 1996. године унутрашњост манастира генерално је обновљен, укључујући молерско-сликарске радове, рестаурацију дрвеног мобилијара, обнову крова и оправку пода. Набављена су два нова, ливена и лакирана, месингана полијелеја. На цркви су, 2003, постављени нови прозори, а кров је поново прекривен бакром, 2005. године. Обновљени су и звоник, бедем и ограда око манастира, док је у порти засађено очаравајуће мноштво цвећа и другог зеленила. Прилаз храму и стаза око њега, као и атријум у приземљу, изведени су у каменим плочама и изграђен је паркинг за аутомобиле и аутобусе.